# دچان
دچان، روستایی از توابع بخش زواره شهرستان اردستان در استان اصفهان ایران است.

## جمعیت
این روستا در دهستان سفلی قرار دارد و براساس سرشماری مرکز آمار ایران در سال ۱۳۸۵، جمعیت آن ۱۰ نفر (۶خانوار) بوده‌است.